# Skalbaggar
Skalbaggar (Coleoptera) är den artrikaste ordningen inom insekterna och hela djurriket. Det finns drygt 350 000 skalbaggsarter som är kända av vetenskapen och dagligen upptäcks tidigare okända arter. I Sverige finns cirka 4 400 arter.

## Systematik
I ordningen skalbaggar finns de följande fyra underordningar med nu levande arter och cirka 300 familjer varav 106 finns i Sverige (se Lista över skalbaggsfamiljer i Sverige).
- allätarbaggar (Polyphaga)
- Archostemata
- rovskalbaggar (Adephaga)
- svampätarbaggar (Myxophaga)

Dessutom finns en utdöd underordning: †Protocoleoptera.
Det vetenskapliga namnet är bildat av de gammalgrekiska orden koleos (slida/fodral) och pteron (vinge).

## Utseende
Skalbaggarna visar stora skillnader i sin allmänna kroppsform, som till stor del är beroende av formen på täckvingarna. Medan några arter är långsträckta och väldigt smala, är andra nästan runda till formen. Vissa skalbaggar är nästan skivlikt utplattade och andra halvklotformiga. Även storleken växlar mer än i någon annan insektsordning. Till skalbaggarna hör de minsta och några av de till volymen största av alla insekter.

### Huvud
Skalbaggarnas huvud är starkt sklerotiserat (sklerotin är den substans som gör bland annat skalbaggarnas skal hårt och stelt). Det har bitande mundelar, som oftast är mycket starka. Hos familjen vivlar är huvudet förlängt till ett så kallat snyte, i vars spets mundelarna sitter.

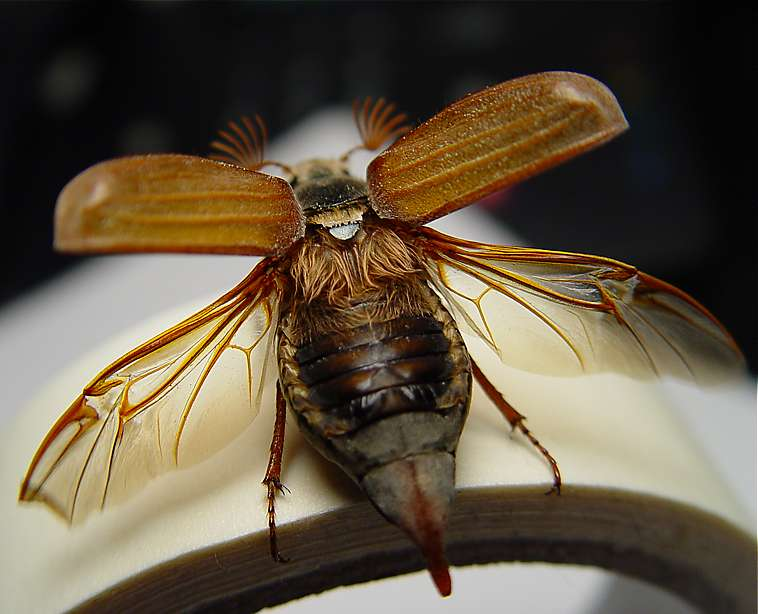
Täck- och flygvingar hos arten ollonborre.

### Vingarochbakkropp
Skalbaggar har två par vingar, av vilka det främre paret är ombildade till styva, starkt sklerotiserade täckvingar. Hos familjen flugbaggar är dock täckvingarna mjuka och endast svagt sklerotiserade. För flygning används bara de bakre vingarna, flygvingarna. När flygvingarna inte är i bruk, ligger de hopvecklade under de tätt sammanslutna täckvingarna. Hos de skalbaggar som saknar flygförmåga är täckvingarna ibland sammanvuxna. 
Ofta döljer täckvingarna hela bakkroppen men i andra fall är de mer eller mindre förkortade och täcker bara främre delen av bakkroppen eller lämnar den helt synlig, som till exempel hos kortvingarna. I sällsynta fall saknas såväl täckvingar som flygvingar fullständigt, till exempel hos lysmaskarnas honor.

### Mellankropp
Mellan huvud och bakkropp finns mellankroppen, som hos alla insekter är uppbyggd av 3 segment (framifrån räknat prothorax, mesothorax och metathorax). Hos skalbaggarna är prothorax, frambröstet, mycket stort och täcker helt de övriga segmenten på översidan. Det bildar vad som kallas en halssköld (pronotum).

### Sinnesorgan
Antennerna är mycket växlande i storlek och form. Vanligtvis består de av 11 segment. Hos några skalbaggar är de inte längre än huvudet, men kan hos vissa långhorningar vara flera gånger längre än hela kroppen. Till formen kan de vara dels piskformade eller brutna, dels raka och i senare fallet tråd- eller borstlika, pärlsnoddlika, sågtandade, kamformiga eller klubblika.
Hos de flesta skalbaggar finns bara fasettögon. Vissa har dock dessutom punktögon (oceller); många kortvingar har två oceller, medan flera arter av ängrar har ett. Stundom är varje fasettöga delat i en övre och en undre avdelning. Hos en del skalbaggar som lever i grottor eller i underjordiska gångar saknas ögon fullständigt.

## Fortplantning
Skalbaggarna lägger ägg som larverna kläcks ur. Äggen, som ofta är klart färgade, läggs vanligtvis i stora samlingar. Skalbaggarna har fullständig förvandling, det vill säga larven genomgår ett puppstadium innan den blir fullbildad insekt. Puppan är en så kallad fri puppa, det vill säga alla yttre organ är synliga på puppans yta.
Könskaraktärer är vanliga, om ej alltid särskilt iögonfallande hos skalbaggarna. Dessa kan vara hjälpmedel för att hanen och honan skall kunna finna varandra inför parningen, griporgan för att hålla fast honan eller andra inrättningar för underlättande av parningen. De kan även bestå av vapen, med vilka rivaliserande hannar bekämpar varandra. Ekoxehanarna har till exempel kraftigt förstorade käkar, med vilka de utkämpar strider inför parningen. Mer betydande skillnader i färgteckningen mellan könen är mindre vanliga än till exempel hos fjärilarna.

## Yngelvård

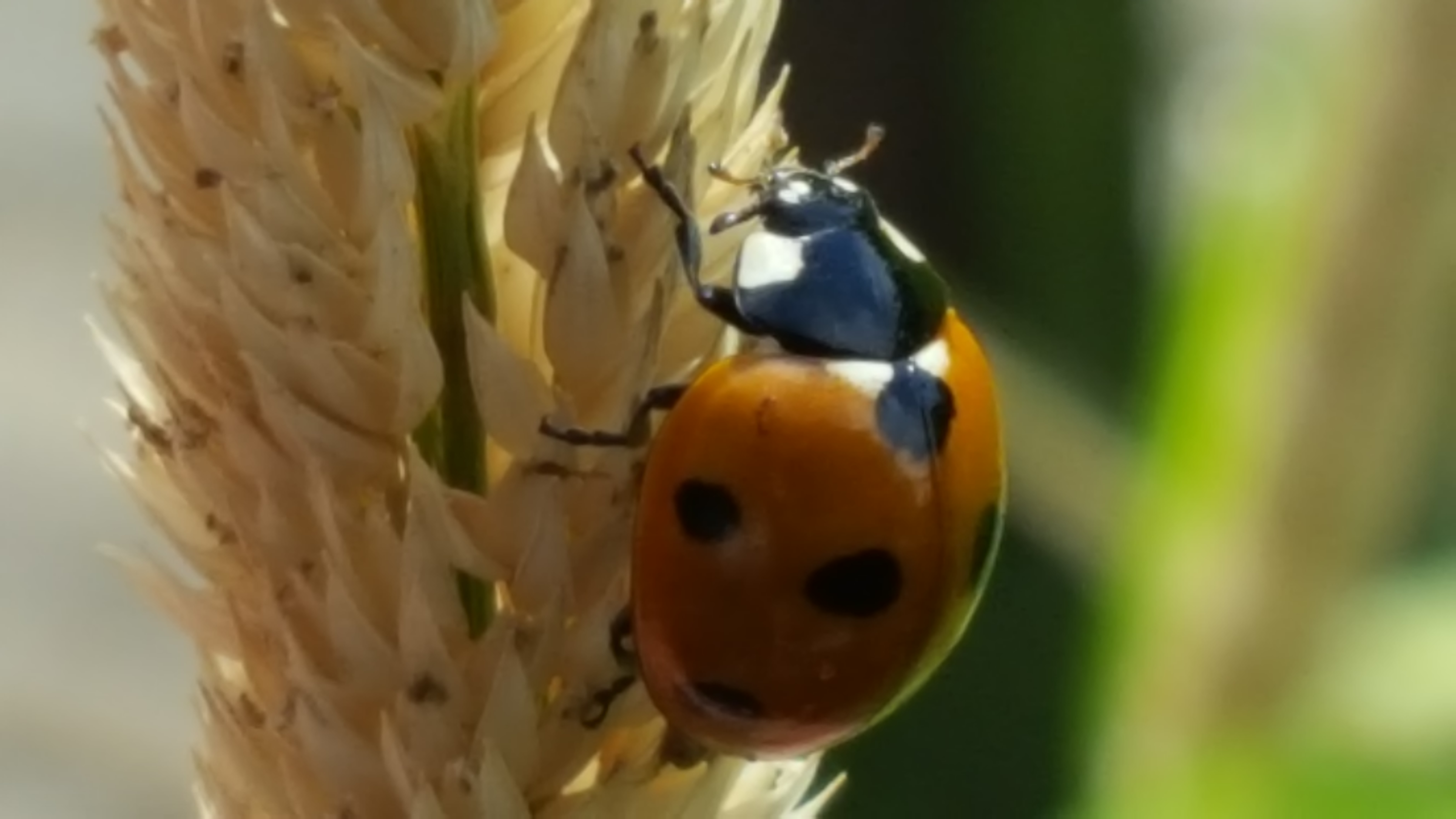
Sjuprickig nyckelpiga

De flesta skalbaggar upphör att intressera sig för avkomman när äggen väl är lagda. Vissa familjer praktiserar dock en form av yngelvård. Många av bladhorningarna samlar underjordiska förråd av spillning som de lägger äggen i. Dödgrävarna i familjen asbaggar går ännu längre; efter att ett dött djur har begravts, lägger honan äggen på kadavret och stannar kvar hos larverna för att mata dem efter varje hudömsning, när käkarna är mjuka och de dessutom behöver matsmältningshormoner från modern.

## Vanor
Skalbaggarna uppträder i de mest skiftande biotoper. Flera arter, i synnerhet i familjerna dykare och virvelbaggar, har övergått till vattenliv.
Inom ordningen finns allt från rena växtätare, över allätare till typiska rovdjur. Många lever även på dött, animaliskt material, till exempel familjen asbaggar. Ej ovanligt är att födovalet skiljer sig starkt mellan larver och vuxna individer; till exempel är larverna hos vattenbaggarna rovdjur, medan de vuxna är växtätare. Mindre vanligt är att larverna är parasitoider.

## Bygdemål
| Namn      | Trakt    | Referens |
| --------- | -------- | -------- |
|           |          |          |
| Skärpkuse | Jämtland | [ 3 ]    |

## Ekonomisk betydelse
Många skalbaggar är svåra skadedjur. Exempel:
- Coloradoskalbaggen (familjen bladbaggar), ett svårt skadedjur på potatis.
- Några barkborrar orsakar stora problem för skogsnäringen, framför allt 8-tandad granbarkborre.
- Den största skadegöraren i skogsbruket är snytbaggen, som dödar stora mängder granplantor, i första hand på kalhyggen.

Å andra sidan har flera rovskalbaggar använts för biologisk bekämpning (många nyckelpigor och jordlöpare). Myrbaggen är en naturlig fiende till bland annat barkborrar.

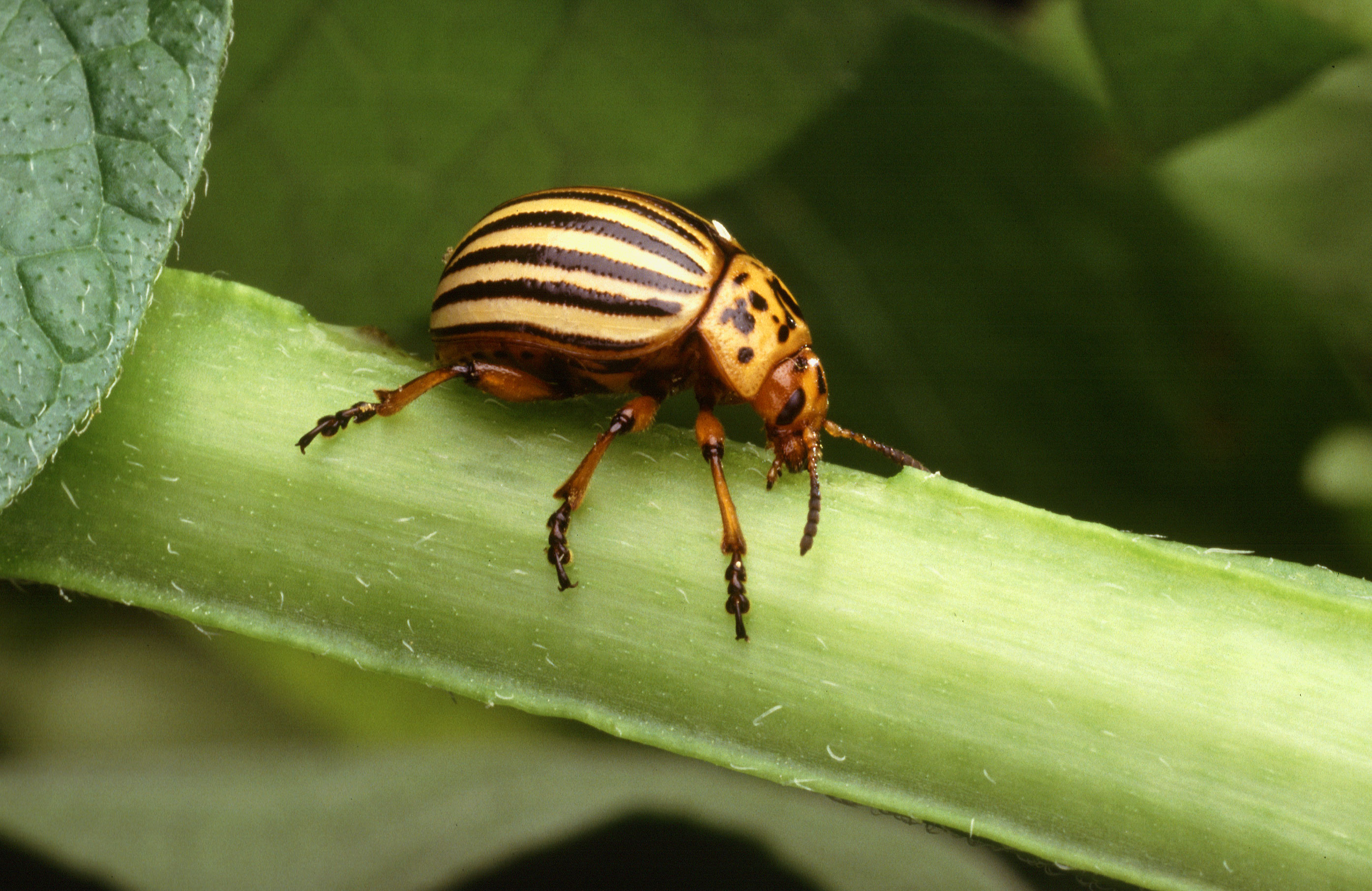
Coloradoskalbagge
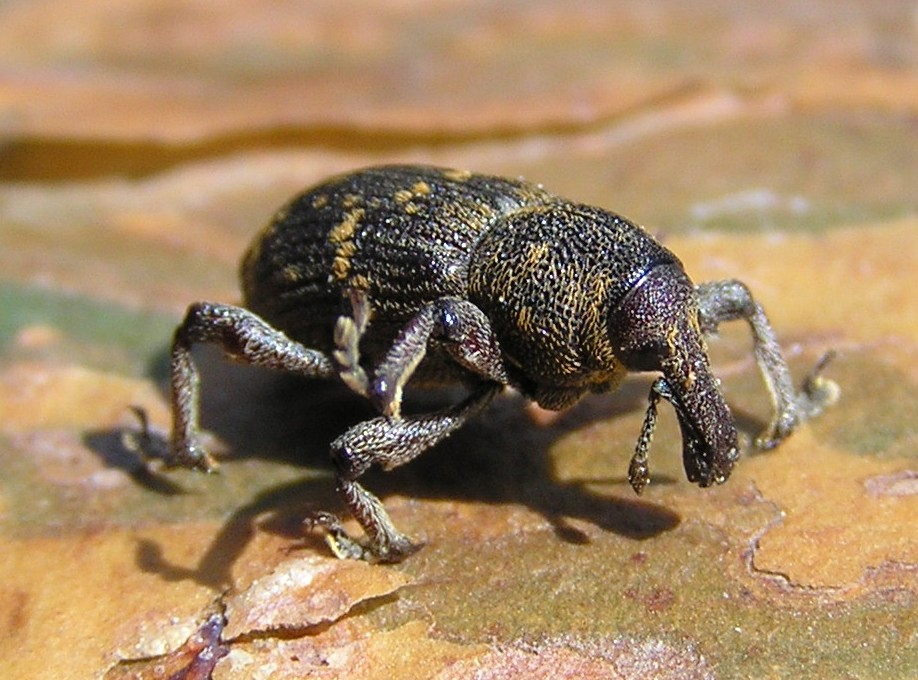
Snytbagge
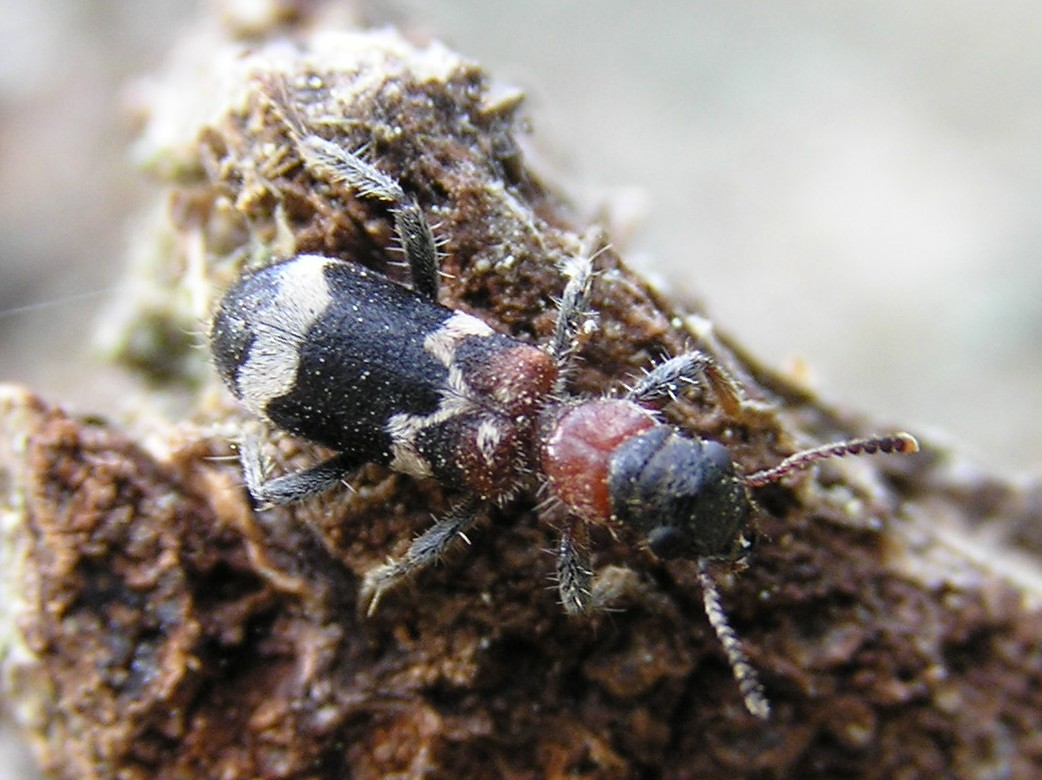
Myrbagge
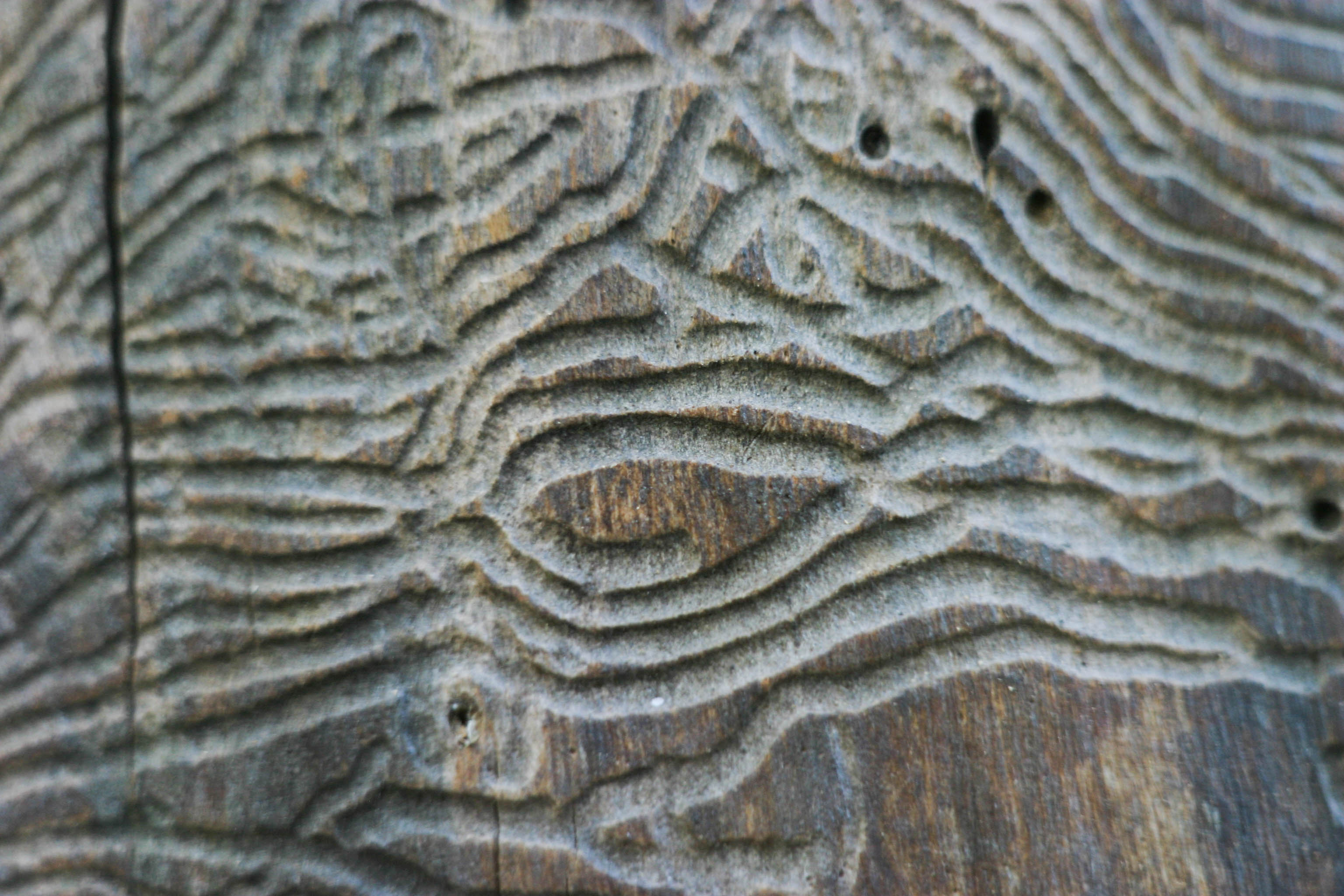
Barkborrars verk